# Pedra Badejo
Pedra Badejo est une localité côtière du Cap-Vert située à l'est de l'île de Santiago, face à l'île de Maio, à 31 km de Praia par la route orientale.
Siège de la municipalité (concelho) de Santa Cruz, c'est une « ville » (cidade) – un statut spécifique conféré automatiquement à tous les sièges de municipalités depuis 2010.

## Population
Lors des recensements de 2000 et 2010, le nombre d'habitants était respectivement de 8 492 et 9 343. En 2012 il est estimé à 9 530.

## Galerie

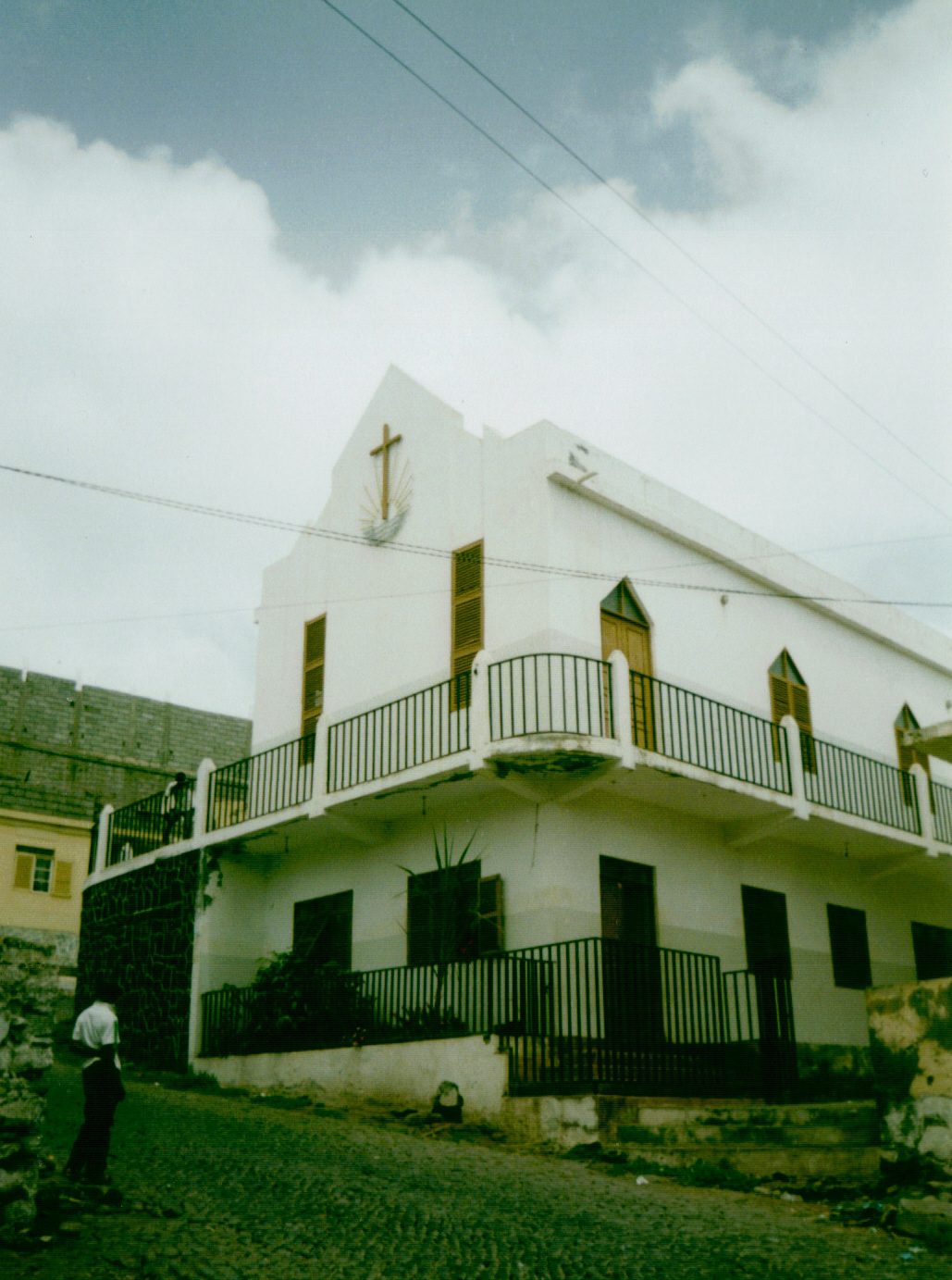
Église Nouvelle Apostolique
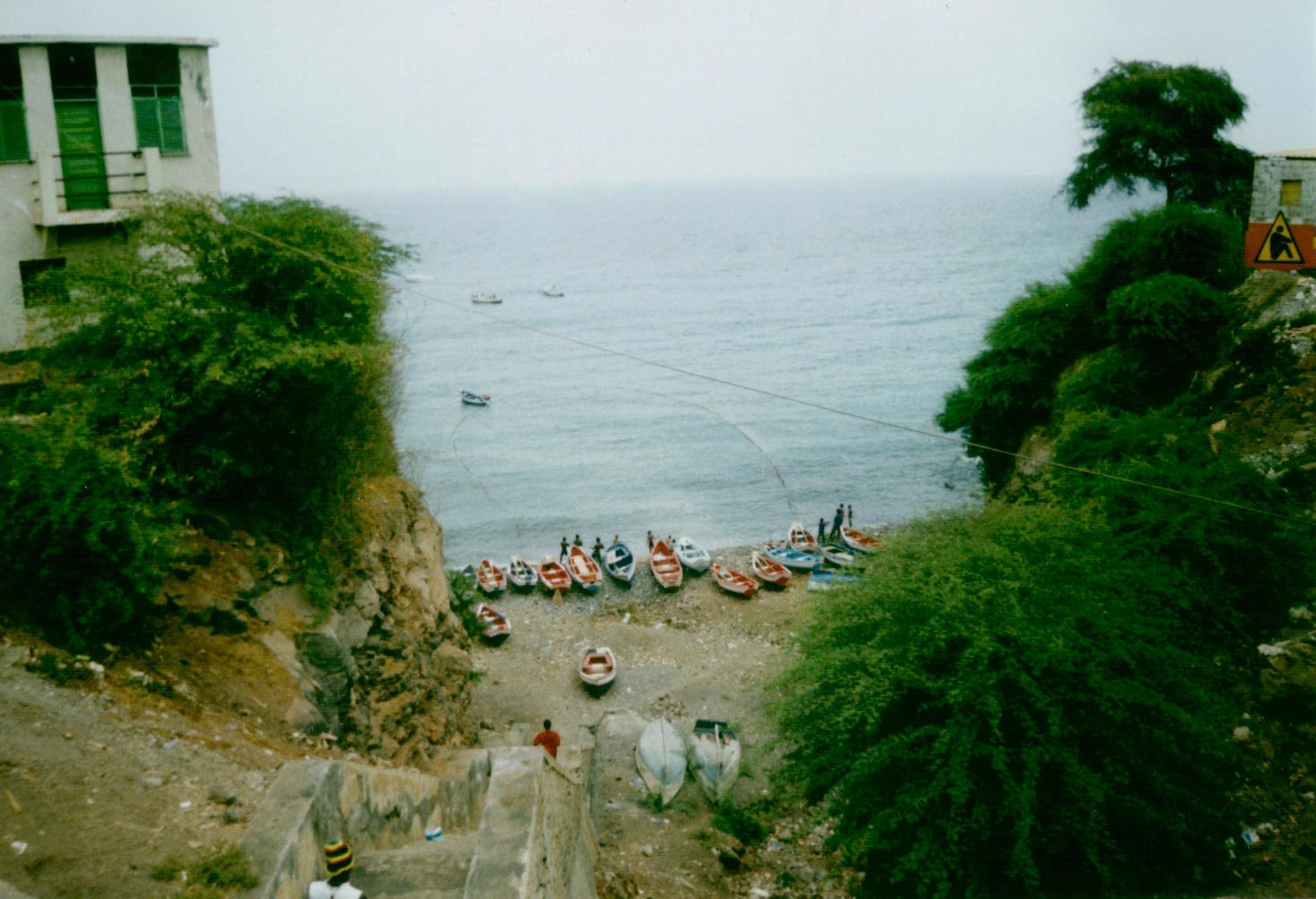
Le port
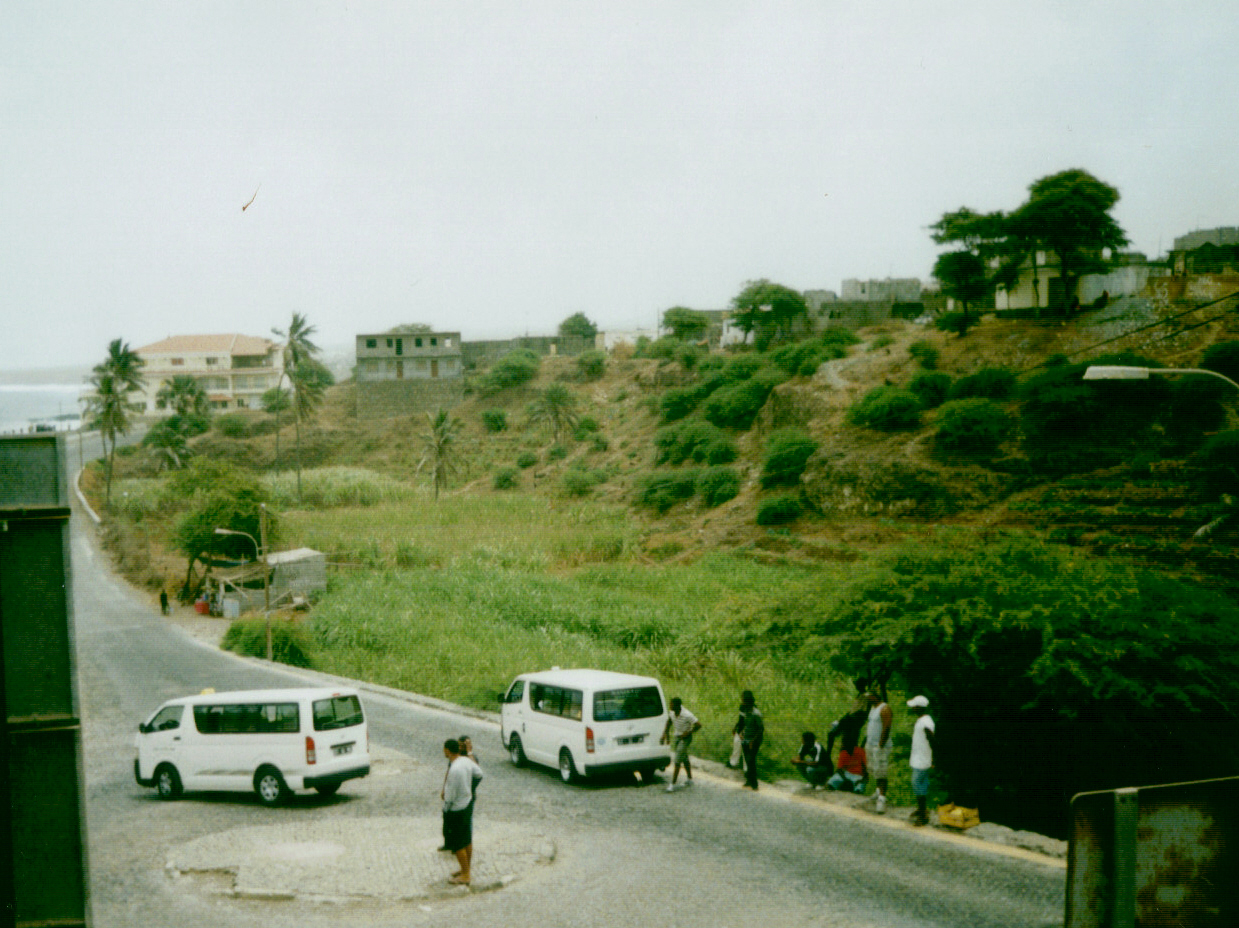
Champs irrigués dans la ville

## Personnalités nées à Pedra Badejo
- Cláudio Zélito Fonseca Fernandes Aguiar (1975-), footballeur.
- Djaniny , (1991-),footballeur.
- Elida Almeida, (1993-), chanteuse.

## Clubs sportifs
Tous les clubs de football joueur en Estádio Municipal 25 de Julho localisée nord-ouest du centre-ville
- Benfica de Santa Cruz
- Desportivo de Santa Cruz
- Scorpion Vermelho

## Jumelages
- Aveiro (Portugal)
- Leibnitz (Autriche), depuis 1983